# Claudine Müller
Claudine Müller (* 27. Februar 1980 in Liestal) ist eine ehemalige Schweizer Leichtathletin, die sich auf den Siebenkampf spezialisiert hatte.  

## Karriere
Claudine Müller startete für den Club BSC Old Boys Basel, wo sie von Christian Oberer trainiert wurde. Ihre Lieblingsdisziplinen waren der 100-Meter-Hürdenlauf und der Weitsprung, ihre schwächste Disziplin der 800-Meter-Lauf. Ihren ersten Titel gewann Müller bei den Schweizer Hallenmeisterschaften 2004 im Fünfkampf. 2005 verteidigte sie diesen Titel und wurde zudem im Freien Schweizer Meisterin im Weitsprung. 2006 gewann sie die Schweizer Hallenmeisterschaften im Fünfkampf zum dritten Mal in Folge. 2007 war ein zehnter Platz bei der Sommer-Universiade in Bangkok ihr bestes Ergebnis. 2008 wurde sie Schweizer Hallenmeisterin im 60-Meter-Hürdenlauf. 2009 gewann sie zum insgesamt vierten Mal die Schweizer Hallenmeisterschaften im Fünfkampf. Im Freien steigerte sie ihre Bestleistung im Siebenkampf beim Mehrkampf-Meeting Götzis auf 5879 Punkte und blieb damit nur 13 Punkte unter der Norm für die Weltmeisterschaften in Berlin. Im August gewann sie bei den Schweizer Mehrkampfmeisterschaften in Aarau zum ersten Mal den Titel im Siebenkampf. Nach diesen Erfolgen wurde sie zur Basler Sportlerin des Jahres 2009 gekürt.
Claudine Müller ist ausgebildete Sportwissenschaftlerin und arbeitet im Sekretariat des Bereiches für Sportpädagogik und Sozialwissenschaften sowie als Leichtathletik-Dozentin am Institut für Sport und Sportwissenschaften der Universität Basel. Daneben arbeitet sie als Leichtathletik-Jugendtrainerin. 
Müller ist ausserdem Trainerin von Jason Joseph, der 2023 in Istanbul Hallen-Europameister über 60 m Hürden wurde.

## Erfolge
- 2004: Schweizer Hallenmeisterin Fünfkampf
- 2005: Schweizer Meisterin Weitsprung; Schweizer Hallenmeisterin Fünfkampf
- 2006: Schweizer Hallenmeisterin Fünfkampf
- 2007: 10. Rang Sommer-Universiade
- 2008: Schweizer Hallenmeisterin 60-Meter-Hürdenlauf
- 2009: Schweizer Meisterin Siebenkampf; Schweizer Hallenmeisterin Fünfkampf

## Persönliche Bestleistungen
- Weitsprung: 6,20 m, 2. Juli 2005 in Wankdorf
- Siebenkampf: 5879 Punkte, 14. Juni 2009 in Götzis
- Fünfkampf (Halle): 4195 Punkte, 15. Februar 2009 in St. Gallen